# Nykøbing Falster
Nykøbing Falster, vaak afgekort tot Nykøbing F., is een stad en voormalige gemeente in Denemarken, op de eilanden Falster (voornamelijk) en Lolland. Tot 2007 was de stad hoofdstad van de provincie Storstrøm.

## Stad
De stad Nykøbing Falster telt 16.535 inwoners (2007) en ligt aan de Guldborgsund, die beide eilanden van elkaar scheidt. De stadsdelen worden verbonden door de Frederik IX-brug.

## Voormalige gemeente
De oppervlakte bedroeg 133,8 km². De gemeente telde 25.483 inwoners waarvan 12.218 mannen en 13.265 vrouwen (cijfers 2005).
Bij de herindeling van 2007 werd de gemeente bij Guldborgsund gevoegd.

## Geboren
- Claus Jensen (1977), voetballer
- Esben Hansen (1981), voetballer
- Anders Due (1982), voetballer
- Sara Petersen (1987), atlete

- Library of Congress Control Number: n83120847
- MusicBrainz: 3cd97336-11d9-410a-860c-2a64f6d354dd
- Nationale Bibliotheek van Israël: 987007555234005171
- Virtual International Authority File: 141381205
- WorldCat: E39PBJyH36vWf43Q8DH7kRyDbd